# Mohammad Reza Tupczi
Mohammad Reza Tupczi (pers. محمد رضا توپچي; ur. 7 stycznia 1963) – irański zapaśnik w stylu wolnym. Olimpijczyk z Seulu 1988, gdzie odpadł w eliminacjach w wadze 90 kg. Mistrz Azji w 1988, 1989, 1991.